# زمرة وحدوية خاصة
في الرياضيات، الزمرة الوحدوية الخاصة من الدرجة n، والمشار إليها SU(n)، هي زمرة لي من المصفوفات الوحدوية n × n مع المحدد 1.
قد تحتوي المصفوفات الوحدوية الأكثر عمومية على محددات معقدة ذات قيمة مطلقة 1، بدلاً من 1 الحقيقي في الحالة الخاصة.